# Franz Dienert
Franz Dienert (1900) è stato un calciatore tedesco, di ruolo attaccante.